# Charles Robert de La Marck
Charles Robert de La Marck (* 15. April 1541 in Sedan; † 30. November 1622) war ein französischer Adliger. Er war Graf von Maulévrier und Braine, sowie Prätendent auf das Herzogtum Bouillon, nachdem er von seiner Nichte Charlotte zugunsten ihres Ehemanns Henri de La Tour d’Auvergne enterbt worden war.

## Leben
Charles Robert de La Marck ist der zweite Sohn von Robert IV. de La Marck, 1552 Herzog von Bouillon († 1556), und Françoise de Brézé, Comtesse de Maulévrier († 1577). Von seiner Mutter erbte er die Grafschaft Maulévrier.
Das Herzogtum Bouillon sowie die Herrschaft Sedan gingen 1556 an seinen älteren Bruder Henri-Robert de La Marck (für Sedan erklärte er sich 1572 zum souveränen Fürsten). Aufgrund des Blutbads von Wassy am 1. März 1562 konvertierten Henri-Robert und seine Ehefrau Françoise de Bourbon-Vendôme im gleichen Jahr zum Protestantismus, woraufhin Henri Robert seine Position bei den Cent Suisses de la Garde du Roi verlor – und Charles Robert, der Katholik geblieben war, die Amt übernahm. Am 31. Dezember 1578 wurde er Ritter im Orden vom Heiligen Geist.
Henri-Roberts Nachfolger in Boullion, Sedan etc. wurden sein Sohn Guillaume Robert de La Marck († 1588) und dann dessen Schwester Charlotte de La Marck († 1594). Als Charlotte am 15. Mai 1594 wenige Tage nach der Geburt ihres ersten Kindes starb (das Neugeborene war selbst am Tag seiner Geburt gestorben), erwartete Charles Robert, ihre Nachfolge antreten zu können, war aber von seiner Nichte – nicht zuletzt wegen seines Katholizismus – bezüglich Bouillon und Sedan zugunsten ihres Mannes Henri de La Tour d’Auvergne enterbt worden. Zwar erbte er von ihr die Grafschaft Braine sowie die Baronien Pontarcy und Mauny und wurde 1601 zudem Seigneur de Sérignan, de La Baume-de-Transit, de Privas, d’Arlempdes, de Vallabrègues, d’Aramon etc., behielt aber seinen Anspruch aufrecht und nannte sich nun Duc de Bouillon.
Er starb am 30. November 1622 und wurde im Kloster Saint-Yved de Braine bestattet, wo sein jüngster Sohn Abt war.

## Ehe und Familie
Charles Robert heiratete am 5. Juli 1570 in erster Ehe Jacqueline d'Averton († um 1573), Tochter von Payen d’Averton, Seigneur de Saint-Belin et d‘Averton, und Anne de Maillé de La Tour Landry; einziges Kind dieser Ehe war Françoise († um 1600); ⚭ 1586 Claude de Pinart, Vicomte de Comblis oder Comblizy
Am 2. August 1574 heiratete er in zweiter Ehe Antoinette de La Tour († 1608), Tochter von Gilles de La Tour, Seigneur de Limeuil, und Marguerite de La Cropte, Dame de Lanquais, Witwe von Jean d’Avaugour, Seigneur de Courtalain, und Schwester von Isabelle de La Tour, der Mätresse von Louis I. de Bourbon, prince de Condé (Haus La Tour d’Auvergne); ihre Kinder sind:
- Henri-Robert II. (* 1575; † 7. November 1652 auf Schloss Braine), genannt Duc de Bouillon, Comte de Braine, Baron de Sérignan, 1. August 1589 Capitaine des Cent-Suisses de la Garde du Roi en Survivance de son Père, bestattet in Braine; ⚭ (1) 12. Juli 1607 Marguerite d’Autun († 21. Februar 1616 in Avignon), Tochter von Jacques d’Autun, Seigneur de Chanclos oder Campelos, und Elisabeth de Pluviers; ⚭ (2) 14. April 1628[4] Antoinette d’Albert († 22. Mai 1644 in Paris), Tochter von Honoré d‘Albert, Seigneur de Luynes, und Anne de Rodulf, Witwe von Barthélemy de Monts, Seigneur de Vernet; ⚭ (3) (Ehevertrag 6. April 1646) Françoise d’Harcourt (* 17. Oktober 1589; † 1. Juli 1651), Tochter von Pierre d’Harcourt, 1. Marquis de Beuvron, und Gillonne de Goyon de Matignon, Witwe von François Giffart, Marquis de La Marcellière
- Louis († 1626), Marquis de Mauny, Gouverneur von Caen, Capitaine des Gades du Corps du Roi; ⚭ 14. September 1613 Isabelle Jouvenel des Ursins († 10. Juli 1644), Tochter von Christophe Jouvenel des Ursins, Baron de Traînel, und Madeleine de Luxembourg, Witwe von Mercure de Saint-Chamant, Seigneur du Pesché/Péché
- Alexandre (* 1576/77; † 17. September 1625 in Braine), 1593 Kommendatarabt von Igny, Morime und Saint-Yved de Braine
- Anne (alias Antoine, † 1630), Comte de Braine, französischer Geheimer Staatsrat, bestattet in Saint-Nicolas-du-Chardonnet in Paris; ⚭ 28. Mai 1615 Marie Hennequin, Tochter von Pierre Hennequin, Seigneur de Boinville, Parlamentspräsident, und Marie Brûlart, Witwe von Olivier Le Fèvre, Seigneur d‘Eaubonne
- Catherine; ⚭ 1602 Jean Fléard, Baron de Pressins oder Prussins

In dritter Ehe heiratete er Elisabeth de Pluviers (* 1548; † 1632), Tochter von Louis de Pluviers, Seigneur d’Assas, Witwe von Jacques d'Autun, Seigneu de Campelos. Diese Ehe blieb kinderlos.